# Дімітріс Діамантакос
Дімітріс Діамантакос (грец. Δημήτρης_Διαμαντάκος, нар. 5 березня 1993, Пірей) — грецький футболіст, нападник індійського клубу «Керала Бластерс».

## Клубна кар'єра
Народився 5 березня 1993 року в місті Пірей. Розпочав займатись футболом у клубі «Атромітос» з рідного міста, з якого 2009 року перебрався до академії «Олімпіакоса».
В основну команду «Олімпіакоса» Дімітріс пробитись не зумів, через що влітку 2012 року був відданий на сезон в оренду в «Паніоніос». Проте вже в кінці року клуб розірвав орендну угоду через низькі результати гравця. Тому другу половину сезону Діамантакос грав в оренді за інший клуб грецької Суперліги — «Аріс».
Протягом сезону 2013/14 перебував в оренді у «Ерготелісі». Більшість часу, проведеного у складі «Ерготеліса», був основним гравцем атакувальної ланки команди і одним з головних бомбардирів команди, маючи середню результативність на рівні 0,36 голу за гру першості.
Влітку 2014 року Діамантакос був повернутий до «Олімпіакоса». Протягом сезону відіграв за клуб з Пірея 8 матчів в національному чемпіонаті, після чого був знову відданий в оренду до німецького «Карлсруе СК».
2016 року уклав повноцінний контракт з «Карлсруе», в якому провів ще два сезони. Згодом продовжив виступати у німецькій Другій Бундеслізі, першу половину сезону 2017/18 провів у «Бохумі», після чого став гравцем «Санкт-Паулі».
У 2020 став гравцем «Хайдука».

## Виступи за збірні
2009 року дебютував у складі юнацької збірної Греції. 2012 року у складі юнацької збірної до 19 років Діамантакос став віце-чемпіоном Європи, зігравши, зокрема, і в програному фінальному матчі проти однолітків з Іспанії. Всього взяв участь у 34 іграх на юнацькому рівні, відзначившись 18 забитими голами.
З 2013 року залучався до складу молодіжної збірної Греції. На молодіжному рівні зіграв у 18 офіційних матчах, забив 7 голів.
7 вересня 2014 року дебютував в офіційних матчах у складі національної збірної Греції у відбірковій грі на чемпіонат Європи 2016 року проти збірної Румунії (0:1), вийшовши на заміну в перерві замість Йоргоса Самараса.
| Дата      | Місто  | Господарі | Результат | Гості    | Турнір            | Голи | Примітки |
| --------- | ------ | --------- | --------- | -------- | ----------------- | ---- | -------- |
| 7-9-2014  | Пірей  | Греція    | 0 – 1     | Румунія  | Відбір до ЧЄ 2016 | -    | 46' 58'  |
| 29-3-2016 | Пірей  | Греція    | 2 – 3     | Ісландія | товариський матч  | -    | 46'      |
| 4-6-2016  | Сідней | Австралія | 1 – 0     | Греція   | товариський матч  | -    | 46'      |
| 9-11-2016 | Пірей  | Греція    | 0 – 1     | Білорусь | товариський матч  | -    | 46'      |
| 31-8-2017 | Пірей  | Греція    | 0 – 0     | Естонія  | Відбір до ЧС 2018 | -    | 70'      |
| Усього    |        | Матчів    | 5         |          | Голів             | 0    |          |